# Evgenij Gerasimov
Evgenij Gerasimov (Mosca, 25 febbraio 1951) è un attore e regista sovietico, dal 1992 russo.

## Filmografia parziale

### Attore
- Ogarёva, 6, regia di Boris Grigor'ev (1980)
- Petrovka, 38, regia di Boris Grigor'ev (1980)

### Regista
- Ne chodite, devki, zamuž (1985)
- Zabavy molodych (1987)
- Poezdka v Visbaden (1989)